# كيفن كونور
كيفن كونور (بالإنجليزية: Kevin Connor) هو رسام أسترالي، ولد في 1932 في سيدني في أستراليا.